# نجوي بومبوكو
نجوي بومبوكو (بالإنجليزية: Ngoy Bomboko)‏(من مواليد 21 مايو 1975) لاعب كرة قدم كونغولي متقاعد قضى معظم حياته المهنية في تي بي مازيمبي.

## حياته العملية

### إعارة جابالا
انضم نجوي بومبوكو إلى نادي جابالا في الدوري الأذربيجاني الممتاز على سبيل الإعارة للنصف الأول من موسم 2007-08 ، وسجل 4 أهداف في 11 مباراة.
كان جزءًا من المنتخب الكونغولي في كأس الأمم الأفريقية عام 2004 ، والذي احتل المركز الأخير في مجموعته في الدور الأول من المسابقة ، وبالتالي فشل في تأمين التأهل إلى ربع النهائي.

## انجازاته
تي بي مازيمبي
- الدوري الوطني الكونغولي: 2006, 2007, 2009
- دوري أبطال إفريقيا: 2009، 2010
- كأس السوبر الإفريقي: 2010، 2011

## إحصائيات الفريق الوطني
| السنة   | التطبيقات | الاهداف |
| ------- | --------- | ------- |
| 2004    | 2         | 0       |
| 2005    | 0         | 0       |
| 2006    | 0         | 0       |
| 2007    | 2         | 0       |
| المجموع | 4         | 0       |

## وصلات خارجية
- Mbomboko Ngoy
- Ngoy Bomboko